# Слов'янське товариство «Просвіта»
Слов'янське товатиство «Просвіта» — проукраїнська громадська організація, заснована 17 лютого 1917 року, перед Лютневою революцією у Слов'янську.

## Передумови створення

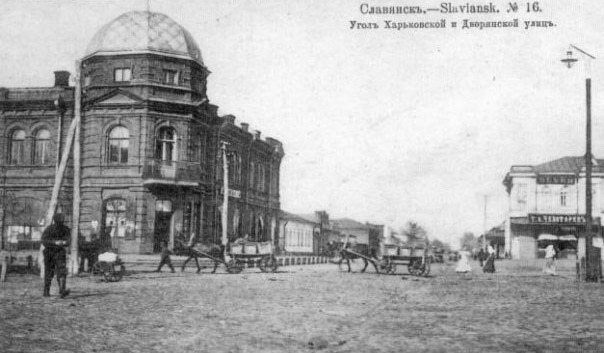
Центр міста

Слов'янськ — місто на південному сході Слобідської України, частина Ізюмського повіту Харківської губернії, де переважна більшість українського населення.
29 квітня 1917 року українська громада Харкова скликала Губернський український з’їзд. На ньому було визнано Українську Центральну Раду своїм тимчасовим урядом. Губернське земство створило для вчителів народних шкіл Харківської губернії курси українознавства. В Слов'янську питанням організації цих курсів почала займатися новостворена «Просвіта».

## Діяльність організації

### Створення
«Просвіта» у Слов'янську була організована 17 лютого 1917 року. Ініціаторами були учні технічного училища Мілютенко Дмитро та Часовникова Галя. Керував організацією Зубашев Іван, голова міської управи, належав до соціал-демократів.

### Діяльність
Згідно з наказом Зубашева, всі вчителі мали пройти курси «Просвіти». Лекції читали професори, які приїжджали з Харкова: Плевако, Синявський та Хоткевич. Організація мала характер освіти, здебільшого в оволодінні українською мовою та літературою, крім того, влаштовувала вечори з постановкою українських п'єс тощо. Політичного забарвлення не мала.
На курсах «Просвіти» брало участь 20 осіб, які складалися з місцевих слов'янських вчителів.

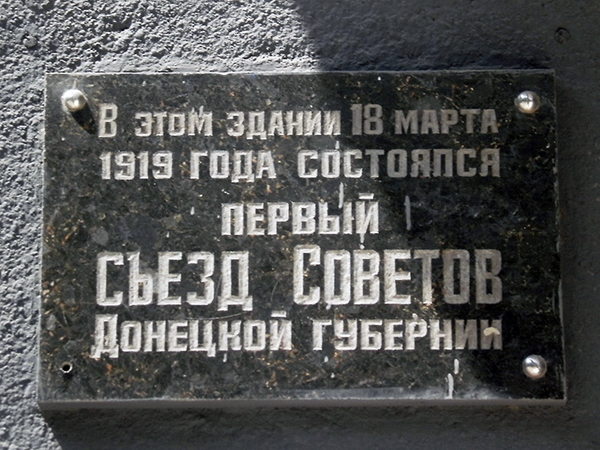
Встановлення радянської влади в місті

### Ліквідація більшовиками
Узимку 1918 року під час Першої більшовицько-української війни червоні захопили Слов'янськ. У січні відбувся масовий погром міської «Просвіти». Більшовики порозкидали всі книжки, пошматували портрети Тараса Шевченка, Бориса Грінченка та інших українських письменників, поздирала зі стін і порвала українські національні прапори.

## Відновлення «Просвіти»
28 жовтня 1941 року німці окупували Слов'янськ. Щоб місцеве населення ставилося до них прихильно, окупаційна влада дозволила відновити в місті роботу Української автокефальної правослевної церкви та організації «Просвіта». Саме товариство відновило свою роботу 24 червня 1942 року у міській школі № 15. 1 серпня 1942 року в організації було 202 особи.
Організаторами були: Шинкар Петро, Онищенко Юрій та лікар Посунько. У члени «Просвіти» приймалися лише українці працівники театру, вчителі та медпрацівники.
Проте під виглядом «просвітянських» зборів у приміщенні школи № 15 збирався міський осередок ОУН(б). У школі № 15 секретар курсів Сіренко розвішала плакати: «Наша сила в нас самих», «Розмовляй лише українською мовою» та «Слава вільній Україні».
За сприяння організації у місті перейменовували вулиці та площі, здебільшого повертаючи їм історичні назви. Так центральна міська площа, перейменована більшовиками на Революції, отримала нову назву – площа імені Тараса Шевченка.
З червня по грудень 1942 головою організації був Дмитро Граховецький, з грудня — Юрій Оніщенко. 
У 1943 році між націоналістами-просвітянами та німецькою окупаційною владою відбувся конфлікт. Бургомістр Виноградов повідомив, що у місті накази будуть російською мовою, а у селі — українською. Проти цього виступили Петро Шинкар та Семен Посунько. Вони проголосили, що не будуть підкорятися наказам німців та будуть боротися за незалежну від більшовиків та німців Українську Державу. У травні 1943 року вони були затримані німцями. 
У травні-червні 1943 року розпочалися масові арешти членів ОУН та «Просвіти». 
Фактично, так було дезорганізованне товариство.

## Сучасність
У березні 2000 року у Слов'янську було зареєстроване Слов'янське міське об'єднання Всеукраїнського товариства «Просвіта» імені Тараса Шевченка.

## Вшанування пам'яті
У квітні 2021 року у Слов'янську відкрили пам’ятну дошку, присвячену визвольному руху на Донеччині та Організації українських націоналістів. Згадали про діяльність товариства «Просвіта».